# Amir Abedzadeh
Amir Abedzadeh (persan : امیر عابدزاده), né le 26 avril 1993 à Téhéran en Iran, est un footballeur international iranien, qui évolue au poste de gardien de but. Il joue actuellement dans le club du CD Castellón.

## Biographie

### Carrière internationale
Le 19 mai 2018, il honore sa première sélection contre l'Ouzbékistan en amical. Il commence la rencontre comme titulaire, et sort du terrain à la 46e minute de jeu, en étant remplacé par Hossein Hosseini (en). La rencontre se solde par une victoire 1-0 des Iraniens. Le 4 juin 2018, il fait partie de la liste des 23 joueurs iraniens sélectionnés pour disputer la coupe du monde en Russie.
Le 13 novembre 2022, il est sélectionné par Carlos Queiroz pour participer à la Coupe du monde 2022.